# Обухов № 4
О́бухов № 4 — хутор в Красносулинском районе Ростовской области.
Входит в состав Божковского сельского поселения.

## Население
| 2010 |
| ---- |
| 397  |

## Улицы
- ул. Горького,
- пер. Пушкина,
- ул. Школьная.